# Tamlida
Tamlida – gaun wikas samiti we wschodniej części Nepalu w strefie Sagarmatha w dystrykcie Udayapur. Według nepalskiego spisu powszechnego z 2001 roku liczył on 475 gospodarstw domowych i 2853 mieszkańców (1507 kobiet i 1346 mężczyzn).